# فيرنر ياكوب
فيرنر ياكوب (بالألمانية: Werner Jacob)‏ هو عازف الأرغن وملحن ألماني، ولد في 4 مارس 1938 في Mengersgereuth-Hämmern ‏ في ألمانيا، وتوفي في 23 مايو 2006 في نورنبرغ في ألمانيا.

## وصلات خارجية
- فيرنر ياكوب على موقع ميوزك برينز (الإنجليزية)
- فيرنر ياكوب على موقع أول ميوزيك (الإنجليزية)
- فيرنر ياكوب على موقع ديسكوغز (الإنجليزية)